# Georg Rhau
Georg Rhau ou Rhaw (1488, Eisfeld – 6 août 1548, Wittemberg) est un éditeur et compositeur allemand. Il était l'un des imprimeurs de musique les plus importants en Allemagne dans la première moitié du XVIe siècle, au cours de la première période de la Réforme protestante. Il a été principalement actif à Wittemberg, la ville où Martin Luther a placardé les 95 thèses à la porte de l'église, marquant le début de la Réforme. Le soutien de Rhau comme imprimeur a été essentiel à la réussite de Luther.

## Biographie
À partir du 15 avril 1513, Rhau a étudié la philosophie à l'université de Wittemberg. Là, il a passé le 27 juin 1514 le Baccalauréat de la Faculté de Philosophie. Pendant l'été 1518, il est allé à l'Université de Leipzig, où il a été nommé le 18 septembre 1518 assistant de la faculté de philosophie. En outre, à partir d'août 1518, il est devenu Thomaskantor de la Thomasschule, poste qu'il occupera jusqu'en 1520. En tant que tel, il a assisté à la Disputatio de Leipzig le 27 juin 1519 pour laquelle il a composé une messe à douze voix, la Missa de Sancto Spiritu.
En 1520, il a dû quitter Leipzig en raison de ses sympathies pour la réforme et a été embauché en tant que maître d'école à Eisleben et Hildburghausen. Fin 1522, il s'est fixé à Wittemberg comme imprimeur. Plus tard, il a fondé une maison d'impression, qu'il a dirigée jusqu'à sa mort. La maison a été maintenue par ses héritiers jusqu'à 1566.
Il a laissé deux manuels de musique pour un usage scolaire imprimés entre 1518 et 1520 ainsi que dix grandes collections d'œuvres de compositeurs contemporains tels que Heinrich Finck, Thomas Stoltzer, Balthasar Resinarius, Simon Cellarius, Sixt Dietrich (de), Arnold von Bruck et Ludwig Senfl (ex. : « Symphoniae iucundae atque adeo breves » de 1538).
Les publications de musique de Georg Rhaus sont les témoins les plus importants des idées musicales et des intentions du cercle entourant Martin Luther.

## Publications
- Selectae harmoniae … de passione Domini, 4vv (1538)
- Symphoniae iucundae atque adeo breves, 4vv (1538)
- Officia paschalia, de resurrectione et ascensione Domini (1539)
- Vesperarum precum officia: Psalmi feriarum et dominicalium dierum tocius anni, cum antiphonis, hymnis et responsoriis (1540)
- Sixt Dietrich: Novum ac insigne opus musicum 36 antiphonarum (1541)
- Opus decem missarum, 4vv (1541)
- Balthasar Resinarius: Responsorum numero octoginta de tempore et festis iuxta seriem totius anni, libri duo (1542)
- Tricinia … latina, germanica, brabantia et gallica (1542)
- Sacrorum hymnorum liber primus (1542)
- Johann Walter: Wittembergisch deudsch geistlich Gesangbüchlein, 4–5vv (1544)
- Postremum vespertini officii opus … Magnificat octo modorum seu tonorum numero XXV (1544)
- Newe deutsche geistliche Gesenge CXXIII … für die gemeinen Schulen, 4–5vv (1544)
- Sixt Dietrich: Novum opus musicum tres tomos [122] sacrorum hymnorum (1545)
- Officiorum (ut vocant) de nativitate, circumcisione, epiphania Domini, et purificationis, etc. (1545)
- Bicinia gallica, latina, germanica … tomus primus (1545)
- Secundus tomus biciniorum, quae et ipsa sunt gallica, latina, germanica (1545)